# Neverstore
I Neverstore sono un gruppo musicale pop punk svedese originario di Skövde e formatosi nel 2000.

## Formazione
- Jacob Widén
- Oscar Kempe
- Erik Lantz

## Discografia
- 2007 – Sevenhundred Sundays
- 2008 – Heroes Wanted
- 2010 – Age of Hysteria
- 2013 – Neverstore